# Jan Hackaert

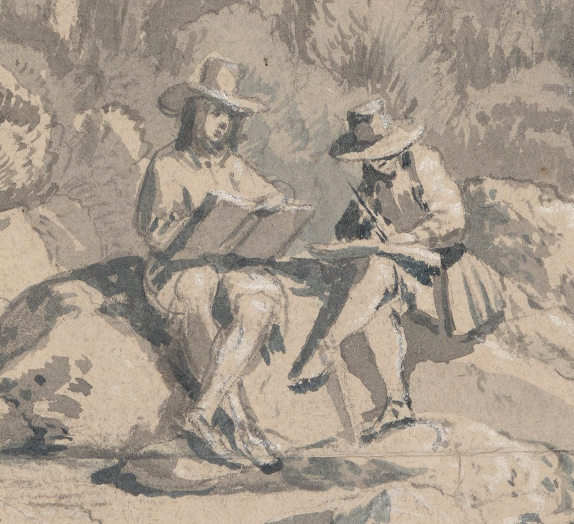
Jan Hackaert (rechts) und Hans Rudolf Werdmüller gezeichnet von Conrad Meyer

Jan Hackaert (* 1. Februar 1628 in Amsterdam; † nach 1685, vermutlich um 1700 in Amsterdam) war ein niederländischer Maler und Radierer.
Sein Lehrer in Amsterdam war wahrscheinlich der Landschaftsmaler Jan Both. Zwischen 1653 und 1657 hat Hackaert in vier Reisen die Schweiz bereist und ist als Zeichner realer Gebirgslandschaften berühmt geworden. Im Laufe seines Lebens schuf er etwa 200 Werke in Ölmalerei und wurde bekannt als Autor von lichtdurchwirkten Waldlandschaften, Alleen an stillen Gewässern, oft mit Staffage von Jagden und Hirtenszenen, die von anderen Händen in seiner Werkstatt eingearbeitet wurden.

## Die Schweizer Reisen

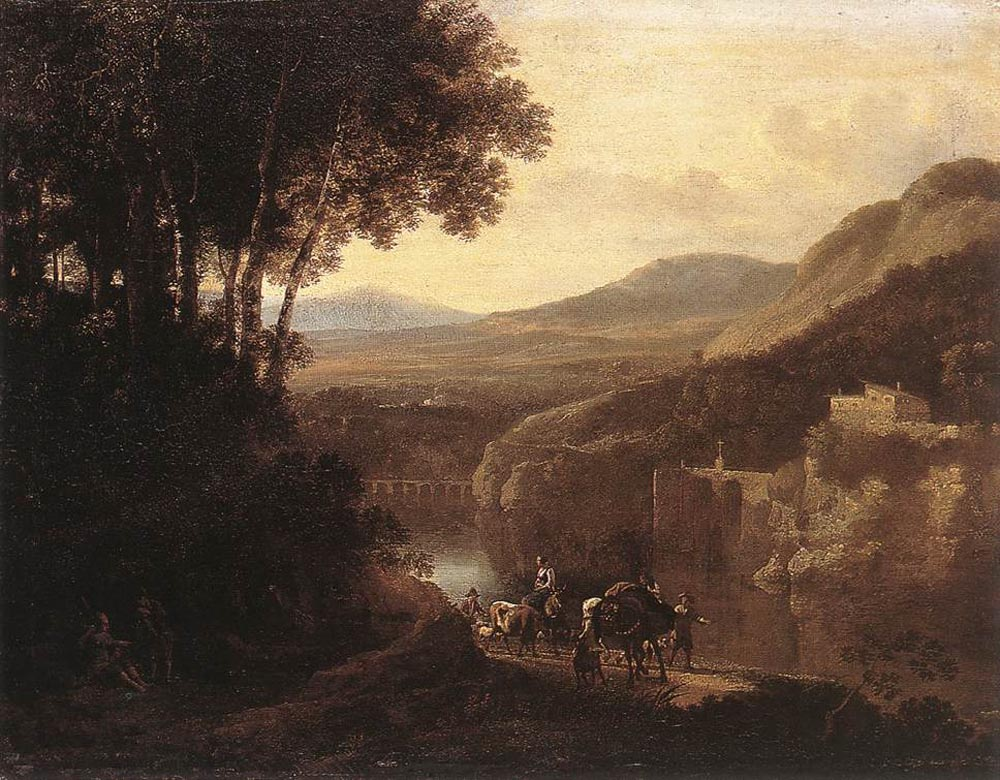
Flusslandschaft

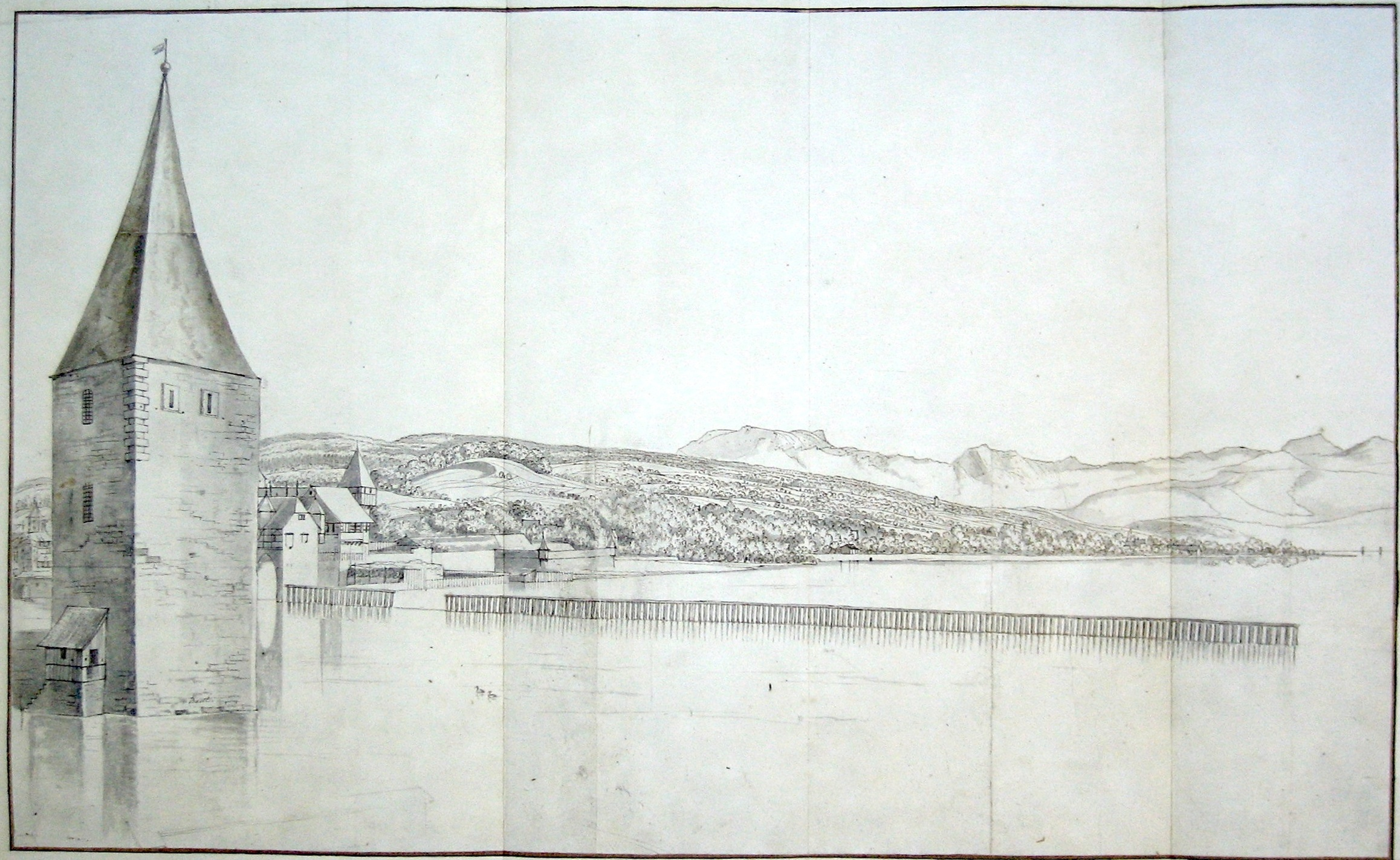
Blick über die Limmat Richtung Nordosten in Zürich. Links der Wellenbergturm

Kaum war 1648 die Zeit der großen Kriege vorbei (Achtzigjähriger Krieg zwischen den Niederlanden und Spanien, Dreißigjähriger Krieg im übrigen Europa und der Schweizer Bauernkrieg), bereisten holländische Maler die Schweiz: einerseits um die vom Krieg unbeschädigten Gegenden der Schweiz zu besuchen, andererseits um die Straßen und die Alpenpässe nach Italien zu rekognoszieren. In Skizzen und Zeichnungen wollten sie Einzelheiten der Topographie festhalten, auch im Interesse des niederländischen Handels, der die kürzesten und sichersten Transportwege von und nach Italien abseits der habsburgischen Macht kennen lernen wollte. Naturgetreue Darstellung war darum ein Muss.
Wie andere reiste auch Jan Hackaert für den Amsterdamer Rechtsanwalt Laurens van der Hem, der seine Sammlung topographischer Ansichten vergrößern wollte, in die Schweizer Alpen. In Zürich fand er in dem etwas älteren Zeichner und Landschaftsmaler Conrad Meyer (1618–1689) den idealen Begleiter. Hackaerts Stammbuch, das er mit sich führte, ist überliefert, auf Grund dessen seine Wanderungen rekonstruiert werden können, was der Kunsthistoriker Gustav Solar in den 1970er Jahren zu Fuß unternommen hat.
Die dritte Reise von 1655/1656 dauerte 15 Monate, von denen vier auf die Alpenreise entfielen; die übrigen verbrachte er als Gast des Feldzeugmeisters, Seidenkaufmanns und Kunstsammlers Hans Georg Werdmüller (1616–1678) in Zürich. Mit dessen Sohn, ihrem gemeinsamen Schüler Hans Rudolf Werdmüller (1639–1668) wanderten Hackaert und Meyer via Einsiedeln und den Klöntalersee nach Glarus. Berühmt geworden ist die Federzeichnung Conrad Meyers im Löntschtal: die Landschaft ist mit dem Abbild der beiden zeichnenden Begleiter versehen: links der Schüler Hans Rudolf Werdmüller, rechts Jan Hackaert, von dem kein anderes Bildnis überliefert ist.

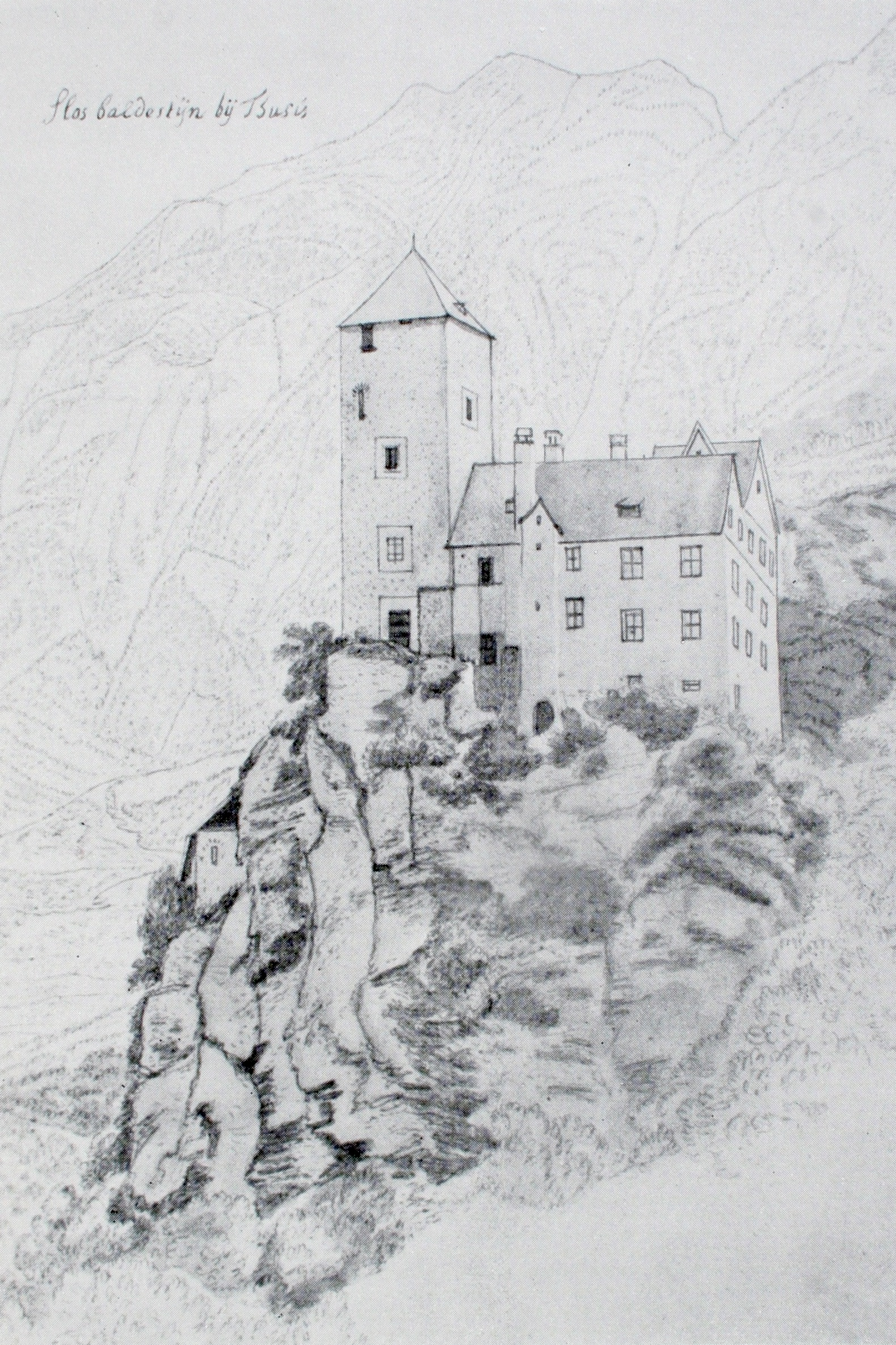
Schloss Baldenstein (1655)

Während sich Meyer mit Werdmüller über den Klausenpass zurück nach Zürich begab, wanderte Hackaert nach Graubünden weiter, via Flims nach Ilanz, durch die gefährliche Viamala in die Täler Schams, Rheinwald und Avers und zurück durch das Domleschg. Der Forscher Gustav Solar hat, auf den Spuren Hackaerts wandernd, festgestellt, dass dieser in der Viamala auf einer Wegstrecke von 300 m nicht weniger als 7 Zeichnungen angefertigt hat. Die Ausbeute hat er anschließend großformatig ausgearbeitet, während er Gast war in Zürich im „Seidenhof“ der Familie Werdmüller. Mit seinen Ansichten von fast fotografischer Genauigkeit wurde Hackaert als Zeichner berühmt.
Im Sommer 1658 besuchte er Tirol und Südtirol, war aber vermutlich nie in Italien.
Nach seiner Rückkehr ließ er sich im Haag nieder und betrieb ab 1658 in Amsterdam eine Werkstatt mit Personal. Nach 1685 widmete sich Hackaert nur noch dem Kunsthandel.

## Werke
Ausbeute der Schweizer Reisen war eine große Sammlung von Skizzen und Aquarellen, die an Laurens van der Hem übergingen und in seinen Atlas Blaeu-Van der Hem aufgenommen wurden. Diese Sammlung ist heute in der Kartensammlung, Österreichische Nationalbibliothek in Wien aufbewahrt. Die 42 Blätter Hackaerts aus der Schweiz wurden 1981 in Originalgröße faksimiliert und publiziert.
Seine Gemälde, von denen sich einige in Amsterdam (Rijksmuseum), München (Pinakothek), Dresden und Sankt Petersburg (Eremitage) befinden, sind von Adriaen van de Velde, Johann Lingelbach, Nicolaes Pietersz. Berchem und anderen mit Staffage versehen worden. Sein Todesjahr ist unbekannt. Als Künstler nimmt er eine Mittelstellung zwischen der nordischen und südländischen Richtung der niederländischen Landschaftsmalerei ein.
- Bergige Landschaft mit einer steilen Felswand, Leinwand, 64 × 77 cm. Hamburg, Kunsthalle.
- Buchenwald mit Jagdgesellschaft, Leinwand, 68 × 59 cm. Schleissheim, Schloss.
- Der Trasimenische See, Leinwand, 82 × 145 cm. Amsterdam, Rijksmuseum.
- Espenallee mit ausziehender Jagdgesellschaft, Leinwand, 66 × 54 cm. Amsterdam, Rijksmuseum.
- Hirschjagd am Waldrand, Leinwand, 121 × 102 cm. Leningrad, Ermitage.
- Landschaft bei Sonnenuntergang, Leinwand, 67 × 76 cm. Amsterdam, Rijksmuseum.
- Landschaft in der südlichen Schweiz, Leinwand, 168 × 242 cm. Kopenhagen, Statens Museum for Kunst.
- Landschaft mit Brücke, Leinwand, 111 × 136 cm. Kopenhagen, Statens Museum for Kunst.
- Landschaft mit Viehherden, 1668, Leinwand, 77 × 98 cm. Berlin, Stiftung Staatliche Museen, Gemäldegalerie

## Bildergalerie

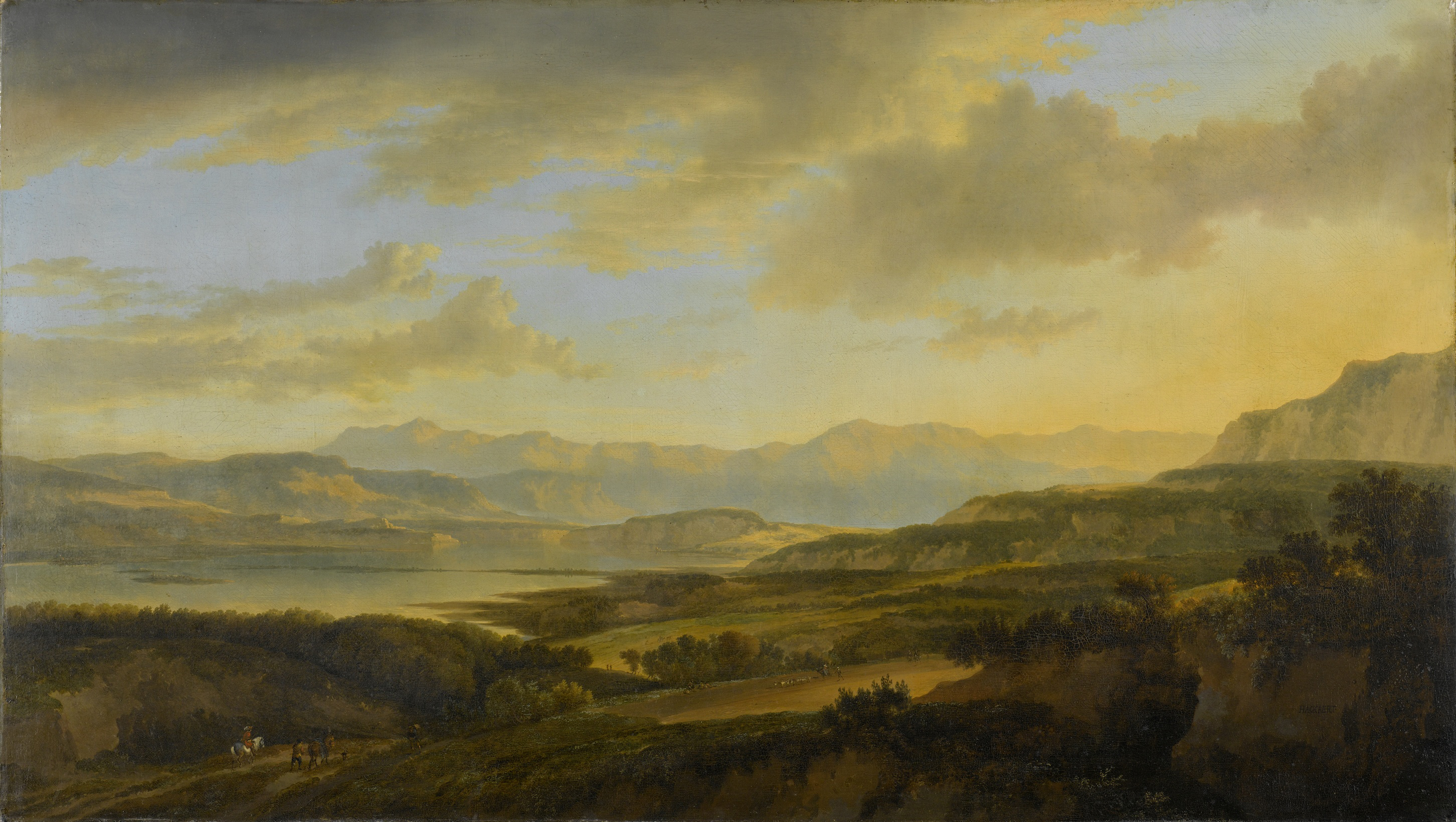
Het meer van Zürich
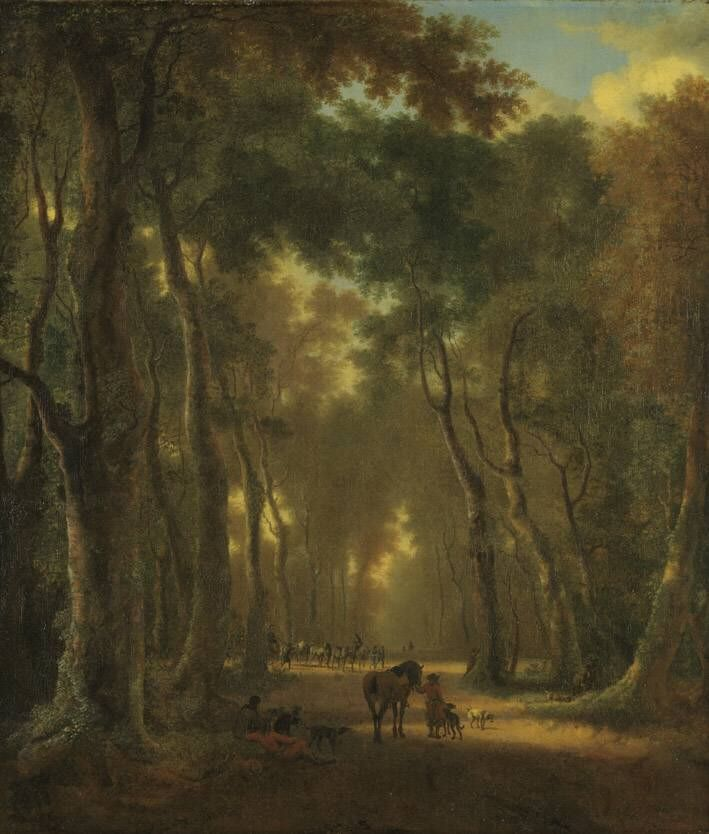
Buchenwald mit Jagdgesellschaft
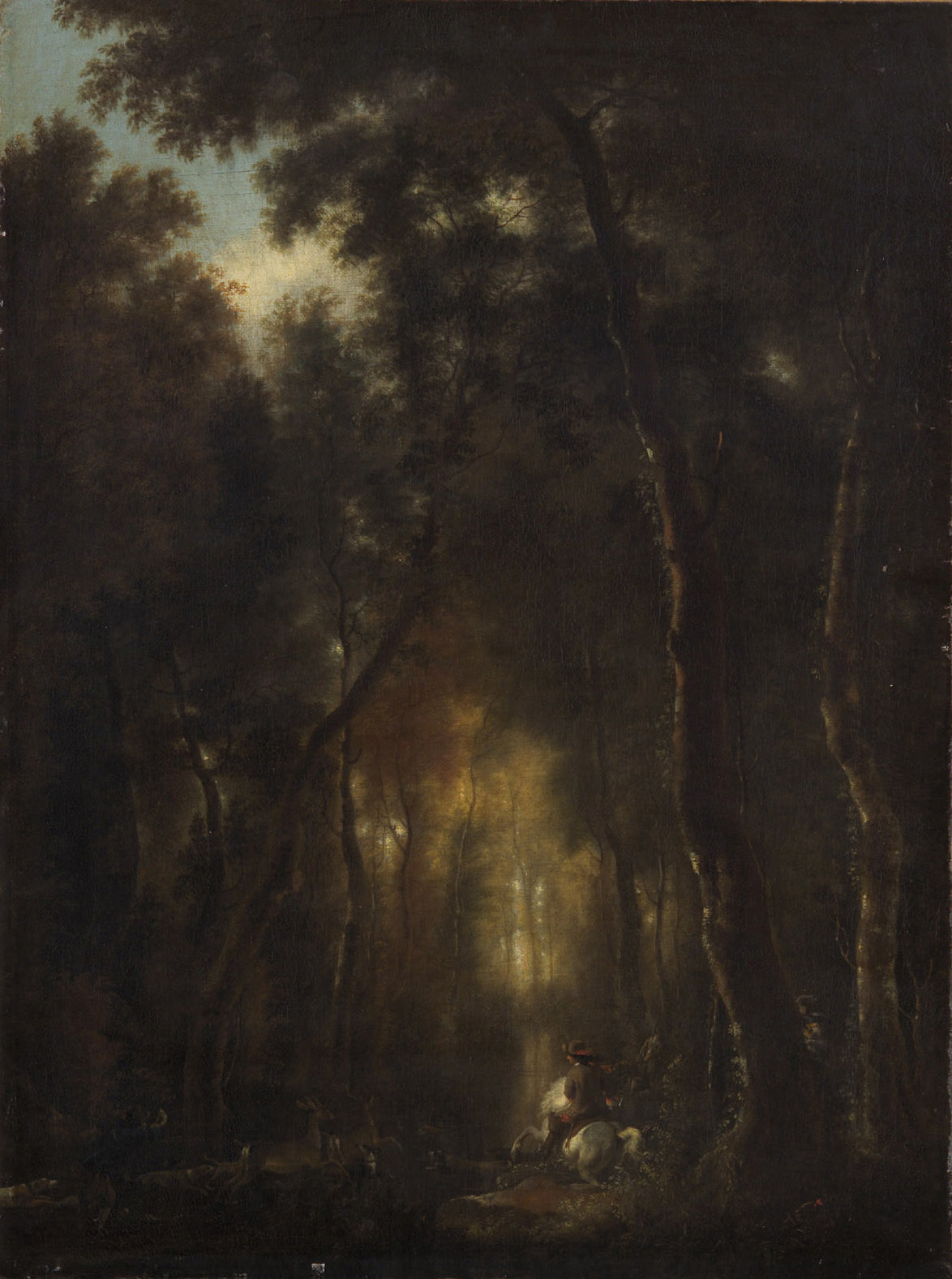
Waldlandschaft mit Hirschjagd
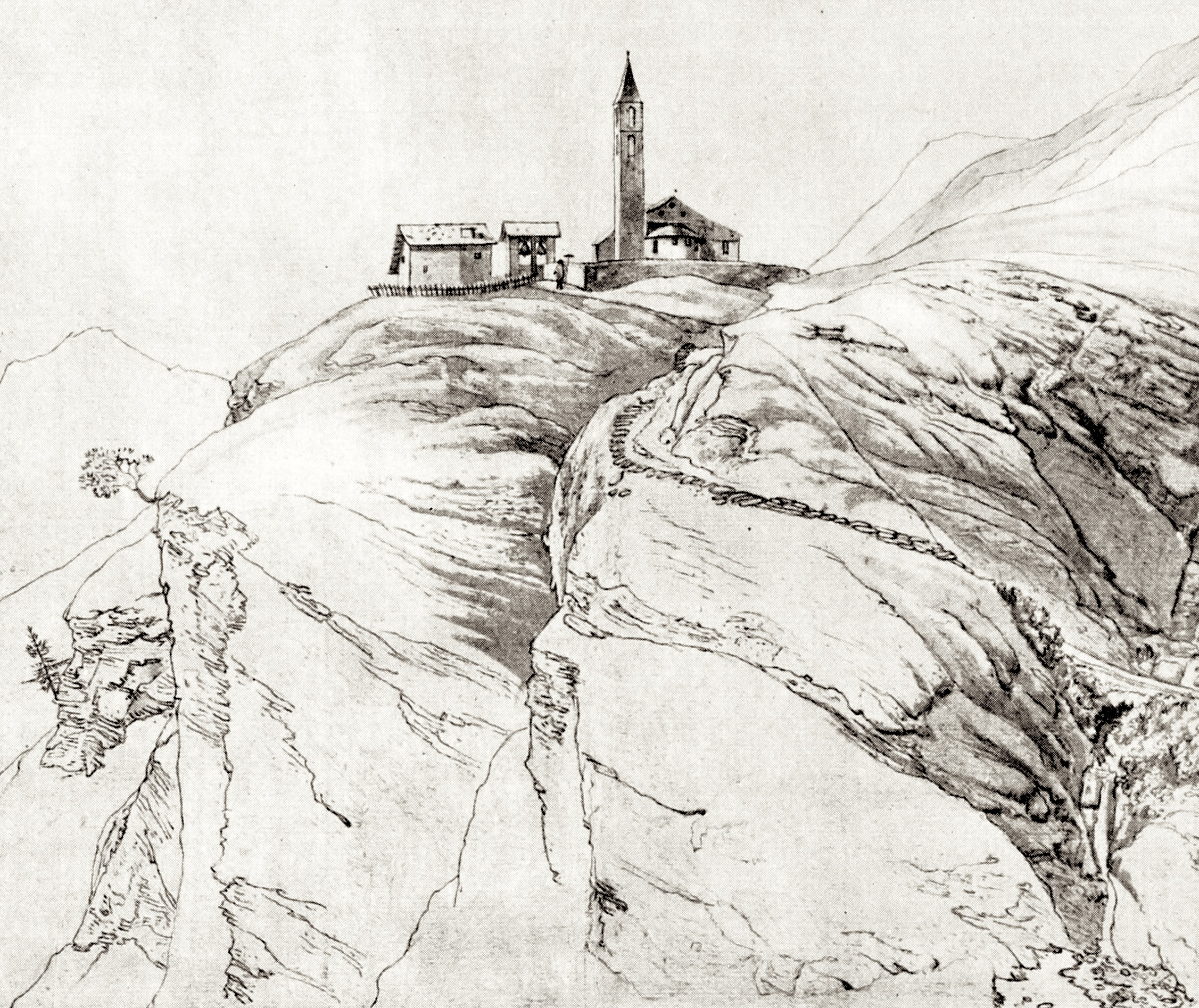
Reformierte Kirche Avers-Cresta